# Kwon So-hyun
Kwon So-hyun (hangul: 권소현; hanja: 權昭賢; nascida em 30 de agosto de 1994), mais frequentemente creditada na carreira musical como Sohyun (hangul: 소현) é uma cantora e atriz sul-coreana. Estreou como integrante do grupo feminino 4Minute em 2009. Sohyun deixou o grupo em 2016, após a expiração de seu contrato com a gravadora Cube Entertainment, juntamente com as colegas Jihyun, Gayoon, Jiyoon e HyunA.

## Biografia
Sohyun nasceu em Seul, Coreia do Sul, no dia 30 de agosto de 1994.. Frequentou a Kumho Junior High School e Pungmoon Girls High School, graduando-se em fevereiro de 2013. Ela ficou em quarto lugar na mesma classe. Em novembro de 2014 foi revelado que Sohyun foi aceita no Departamento de Teatro e Filme da Dongguk University.
Sohyun estreou como membro do grupo Orange em 2005 quando tinha apenas 12 anos de idade. A banda lançou seu extended play de estreia, intitulado We Are Orange com a faixa-principal Our Star. O grupo se separou no final do mesmo ano devido aos comentários maldosos feitos pela Internet contra Orange.
Sohyun foi adicionada ao 4Minute no começo de 2009, substituindo a integrante Soyou que havia deixado o grupo.

## Carreira
Em junho de 2009, Sohyun realizou sua estreia como o membro mais novo do grupo feminino 4Minute formado pela Cube Entertainment, com o lançamento do single Hot Issue.
Além de suas atividades com seu grupo, Sohyun teve pequenos pequenas aparições na televisão e também participou de vários programas de variedadess. Sohyun estrelou o videoclipe de Teen Top, Going Crazy. Ela também foi uma das celebridades convidadas junto com o Jinwoon de 2AM para o documentário A Pink News, que foi exibido no canal de cabo coreano TrendE. Sohyun, juntamente com onze outros ídolos femininos, participaram do 2013 KBS Lunar New Year, "Princess Project - Resurrection of the Royal Family", um spin-off baseado em um drama da KBS onde a Lua abraça o Sol.

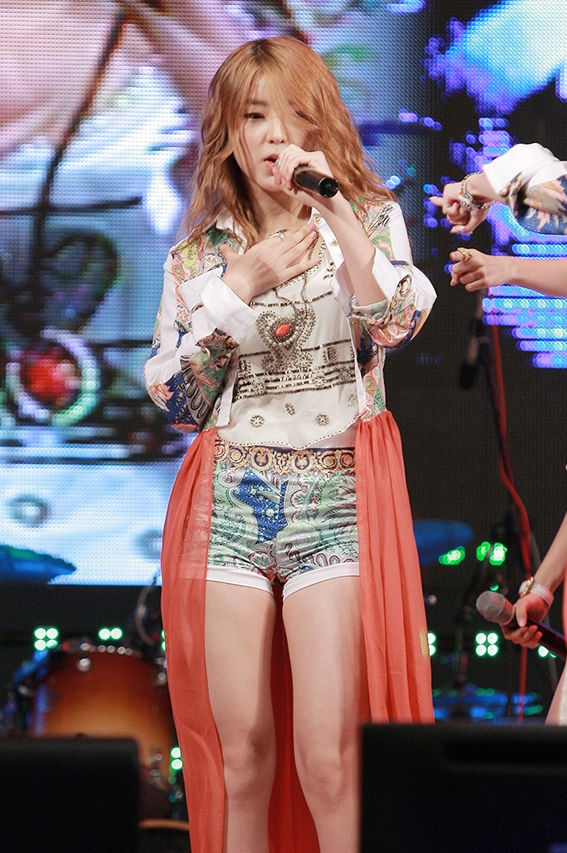
Sohyun se apresentando no Festival dos Livros de Paju, em 15 de setembro de 2012.

Sohyun foi selecionado como um "Especial MC" para o Second Idol Awards do Weekly Idol. Ela mais tarde retomou seu papel nos episódios com 2Yoon e  Huh Gak, ao lado de Ilhoon do BtoB Sohyun, juntamente com companheiras de grupo Gayoon e Jihyun participaram do Idols Athletics Archery Championships. O time mais tarde competiu em outra competição de tiro com arco contra o Sistar.
Em 5 de junho de 2013, Sohyun e Gayoon participaram do primeiro título cerimonial para os Twins LG contra os Doosan Bears. Em 22 de outubro, foi anunciado que Sohyun iria liderar o filme Hwanggu, no qual ela interpreta uma jovem estudante universitária que apoia seu namorado em lutas para conquistar o título nacional de taekwondo e também os preconceitos de uma organização multi-étnica família que ele experimenta, tendo uma mãe coreana e pai filipino.

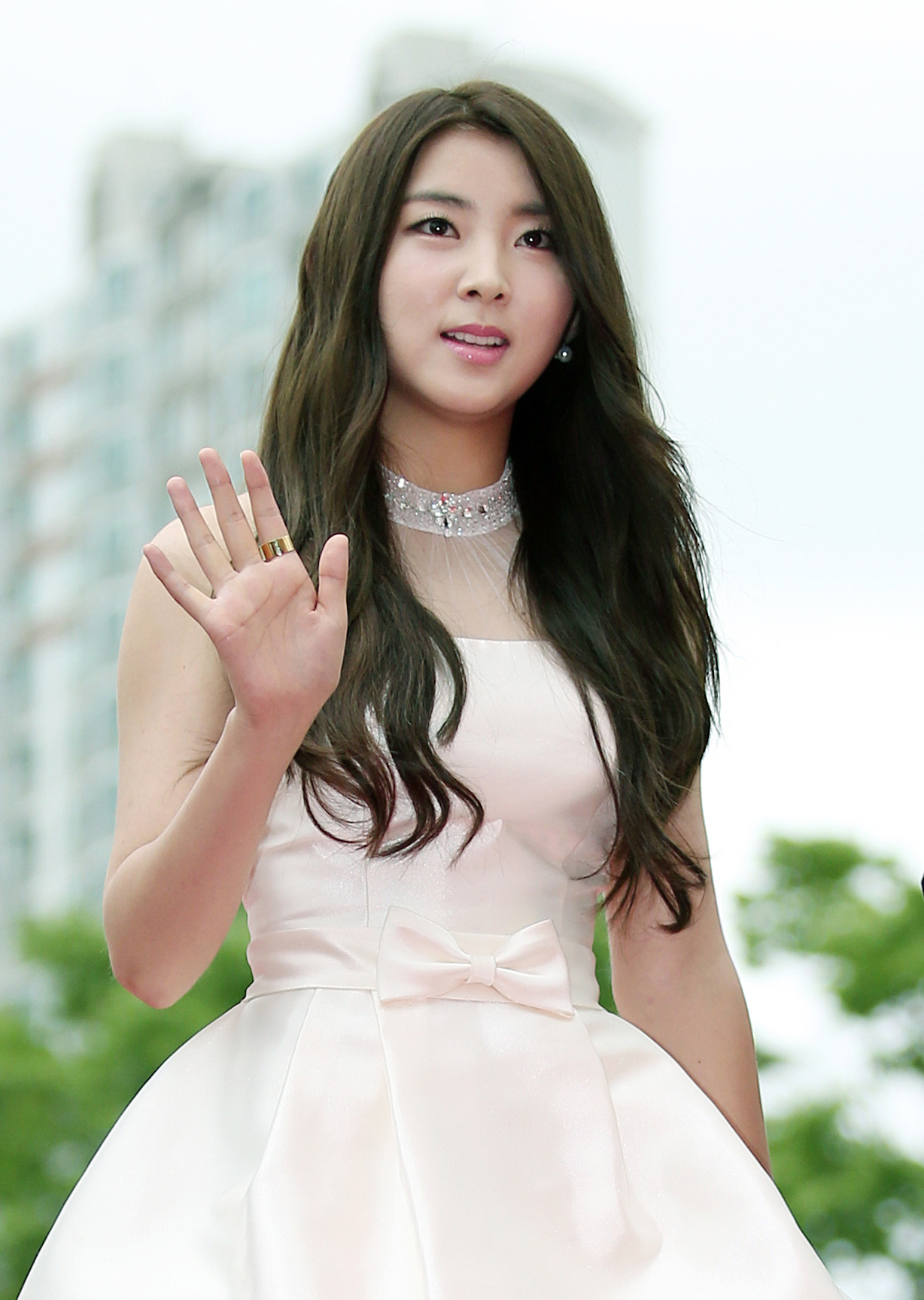
Sohyun chegando no Bucheon International Fantastic Film Festival, em 17 de julho de 2014.

Em 13 de janeiro de 2014, Sohyun participou de uma competição de tiro com arco em 2014 Idol Star Athletics Championships. Ela foi para a rodada final e ganhou medalha de ouro contra Bora de Sistar. Em 17 de dezembro, foi revelado que Sohyun estaria em um grupo projeto do programa Weekly Idol, juntamente com G.NA, Lizzy e Youngji. O teaser do videoclipe para o primeiro grupo de garotas do projeto Hitmaker Chamsonyeo, foi lançado em 12 de fevereiro de 2015. A música é chamada de Magic Words, que foi oficialmente lançada. 20 de fevereiro.

## Discografia

#### com "Orange"
| Álbum         | Detalhes                                                                | Desempenho | Vendas |
| Álbum         | Detalhes                                                                | Gaon Chart | Vendas |
| ------------- | ----------------------------------------------------------------------- | ---------- | ------ |
| We Are Orange | - Lançamento: 2005 - Selo: Desconhecido - Formato: CD, digital download |            |        |

### Canções de destaque
| Ano  | Álbum                             | Canção               | Duração | Artista                  |
| ---- | --------------------------------- | -------------------- | ------- | ------------------------ |
| 2014 | Brave Brothers’ Anniversary Album | "Only Gained Weight" | 03:10   | Dueto com Hyuna e Gayoon |
| 2015 |                                   | "Magic Words"        | 3:34    | Chamsonyeo               |

## Filmografia

### Aparições em videoclipes
| Ano  | Canção     | Artista/Banda | Role      |
| ---- | ---------- | ------------- | --------- |
| 2005 | "Our Star" | Orange        | Ela mesma |
| 2012 | "Crazy"    | Teen Top      | Ela mesma |

### Filmes
| Ano  | Título               | Papel        | Notas             |
| ---- | -------------------- | ------------ | ----------------- |
| 2005 | Love in Magic        |              | Aparição especial |
| 2014 | Hwanggu              | Misoo        |                   |
| 2017 | The Love that's Left | Kim Dal-nim  |                   |
| 2019 | Birthday             | Eun-bin      |                   |
| 2019 | Black Money          | Park So-hyun |                   |
| 2019 | A Little Princess    | Jin-joo      |                   |

### Dramas
| Ano  | Título                          | Network | Papel                     | Notas             |
| ---- | ------------------------------- | ------- | ------------------------- | ----------------- |
| 2003 | Jewel in the Palace             | MBC     |                           | Aparição especial |
| 2004 | Jang Gil San                    | SBS     |                           | Aparição especial |
| 2004 | Lovers in Paris                 | SBS     |                           | Aparição especial |
| 2005 | Sweet Buns                      | MBC     | Estudante de ensino médio | Aparição especial |
| 2009 | High Kick Through The Roof      | MBC     | Ela mesma                 | Aparição especial |
| 2017 | Criminal Minds                  | tvN     | Kwon Yoo-jin              | Aparição especial |
| 2019 | The Secret Life of My Secretary | SBS     | Ha Ri-ra                  |                   |
| 2019 | Class of Lies                   | OCN     | Seo Yoon-ah               |                   |

### TV Shows
| Year | Title                          | Network     | Notes                                         |
| ---- | ------------------------------ | ----------- | --------------------------------------------- |
| 2004 | Woolla Boolla Blue Jjang       | KBS         |                                               |
| 2010 | Bouquet                        | MBC         | Ep. 8, 12                                     |
| 2010 | Star King                      | SBS         | Ep. 154                                       |
| 2011 | Talk Show Hello                | KBS         | Ep. 30                                        |
| 2011 | Apink News                     | Trend E     | Âncora                                        |
| 2012 | Come To Play                   | MBC         | Ep. 383                                       |
| 2012 | MTV Diary                      | SBS MTV     | Ep. 10                                        |
| 2013 | Weekly Idol                    | MBC Every 1 | Ep.75, Ep.84                                  |
| 2013 | Full House                     | KBS2        | Elenco Convidado                              |
| 2013 | MNet WIDE NEWS                 | Mnet        | Elenco Convidado                              |
| 2013 | Dream Team                     | KBS2        | Elenco Convidado                              |
| 2013 | 1 Night 2 Days                 | KBS2        | Elenco Convidado                              |
| 2013 | Immortal Songs 2               | KBS         | Elenco Convidado                              |
| 2013 | Nankan School                  | Tooniverse  | Convidada                                     |
| 2014 | Roadking                       | MBC         | Convidada Regular                             |
| 2014 | A Celebrity Living In My House | MBC         | Elenco Convidado                              |
| 2014 | 1st Grade Granny               | KBS2        | MC, Chuseok Especial                          |
| 2014 | Moon Heejun’s Pure 15          | Mnet        | Convidada                                     |
| 2015 | Hitmaker Season 2              | MBC Every 1 | Convidada Regular                             |
| 2015 | Running Man                    | SBS         | Convidada                                     |
| 2015 | Weekly Idol                    | MBC Every 1 | Convidada com os outros membros de Chamsonyeo |
| 2015 | World Changing Quiz            | MBC         | Líder visitante e Maknae Especial             |
| 2016 | Hello Counselor                | MBC         | Convidada                                     |